# Orthoclydon chlorias
Orthoclydon chlorias är en fjärilsart som beskrevs av Edward Meyrick 1883. Orthoclydon chlorias ingår i släktet Orthoclydon och familjen mätare. Inga underarter finns listade i Catalogue of Life.